# Fedele Gualdoni
Fedele Gualdoni (Milano, 1918 – Tscherkowo, 4 gennaio 1943) è stato un militare italiano, insignito della medaglia d'oro al valor militare alla memoria nel corso della seconda guerra mondiale.

## Biografia
Nacque a Milano nel 1918, figlio di Ferruccio e Carla Bertazzi. Dopo aver conseguito il diploma di perito radiotecnico a Milano,  il 22 gennaio 1941 venne arruolato nel Regio Esercito assegnato al 3º Reggimento genio a Pavia. Promosso sergente in giugno, fu inviato alla 18ª Compagnia minatori mobilitata allora di stanza a Malek in Slovenia. Nominato marconista, frequentò poi il corso allievi ufficiali di complemento a Pavia e nel luglio 1942 fu nominato sottotenente nel 4º Reggimento genio radiotelegrafisti. Il 28 novembre dello stesso anno partiva per la Russia al comando della 68ª compagnia R.T. di Corpo d'armata mobilitata. Cadde in combattimento a Tscherkowo (Russia), nel corso della seconda battaglia difensiva del Don, il 4 gennaio 1943, e fu successivamente insignito della medaglia d'oro al valor militare alla memoria.